# Tour des Lions

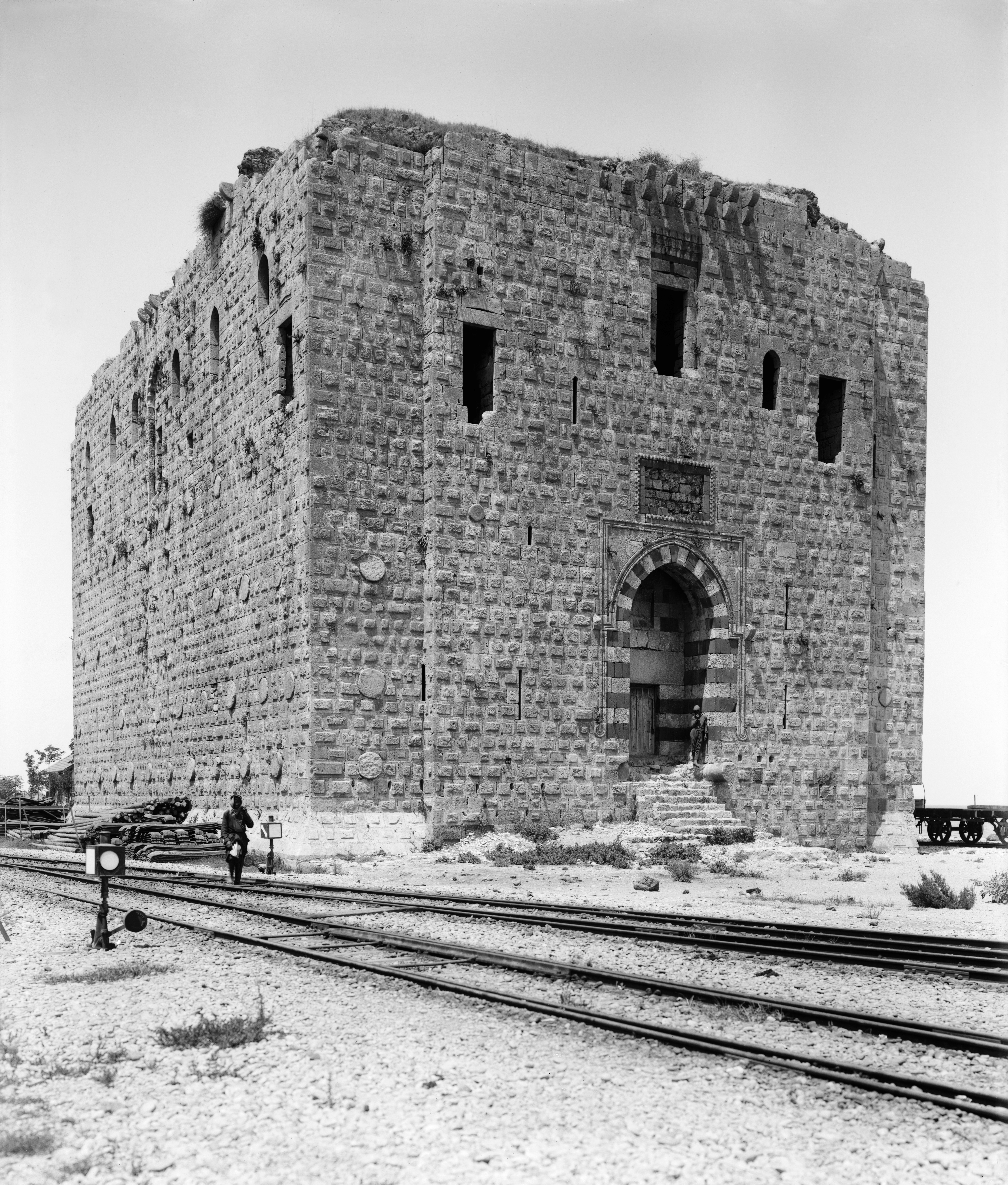
Photo de la tour des Lions prise au tournant du XXe siècle.

La tour des Lions (en arabe : برج السبع) est une petite forteresse située à l'extrême est du port de Tripoli au nord du Liban . La tour a été nommée d'après les décorations en relief représentant des lions qui tapissaient la façade. La structure remonte à la fin du xve siècle et est attribuée au sultan Qaitbay .
La tour est considérée comme un exemple exceptionnel de l'architecture militaire mamelouke. Son portique est orné de rayures de pierres de taille noires et blanches et d'anciennes colonnes romaines qui ont été posées horizontalement pour renforcer le mur de la tour. Le rez-de-chaussée est formé d'une seule grande pièce décorée de sculptures et de peintures d'armoiries, dont on peut encore voir des traces.